# Хмара, Николай Кузьмич
Никола́й Кузьми́ч Хма́ра (1916—1964) — евангельский христианин-баптист, незаконно осуждённый и замучен в Барнаульской тюрьме во время хрущёвской антирелигиозной кампании. После смерти обрёл известность в протестантском подполье СССР как христианский мученик, жертва борьбы атеистического государства с религией.

## Биография
Родился в 1916 году на территории современного Родинского района Алтайского края. Участник Великой Отечественной войны. Пропадал без вести в октябре 1943 года, выжил, вернулся с войны.
После войны Николай Хмара был горьким пьяницей. В начале 1960-х годов он вместе с женой обратился в христианство и начал новую жизнь. Он бросил пить, стал образцовым христианином, мужем и отцом. В июле 1963 года он вместе с женой был крещён в нелегальной церкви евангельских христиан-баптистов посёлка Кулунда Алтайского края.
В августе 1963 года их квартиру (где иногда проводились богослужения) обыскали, вскоре обыскали повторно, а 3 ноября 1963 года Николая Кузьмича вместе с пресвитером общины Ф. И. Субботиным арестовали. В то же время был арестован родной брат Николая Хмары — Василий (так же евангельский христианин-баптист). 25 декабря состоялся суд. Николая Кузьмича приговорили к трём годам лишения свободы. Кроме того, как это практиковалось в годы хрущёвской антирелигиозной кампании, его детей решили поместить в интернат, лишив супругов Хмара родительских прав. Брат Василий был также осуждён на три года, а пресвитер церкви — на пять лет.
Жена Николая Хмары вспоминала, что после суда ей не разрешили встретиться с мужем (в отличие от родственников других осуждённых верующих), поскольку он был сильно избит. Через несколько дней после суда верующих перевезли в тюрьму Славгорода, Николая Кузьмича к машине вели под руки.
5 января жена Николая Хмары приехала в Славгород, чтобы узнать о его судьбе. Сотрудник тюрьмы сообщил ей, что мужа перевели в Барнаул. По словам этого сотрудника, Николая Кузьмича из-за плохого самочувствия к поезду несли на носилках.
9 января Н. К. Хмара умер. Телеграмму о его смерти родственникам доставили только 11 января. Тело Николая Кузьмича выдали родственникам в закрытом гробу. Верующие вскрыли гроб и обнаружили на теле явные следы побоев и пыток, во рту не было языка.

## Последствия
В связи с многочисленными обращениями верующих в различные инстанции, дело о смерти Николая Хмары получило общественный резонанс, информация попала за границу. Власти объявили эту информацию клеветнической, хотя 12 октября 1964 года на закрытом правительственном совещании председатель Верховного Суда СССР Лев Смирнов признал: «Хмару судить было не за что. Следствием… установлено, что Хмара в тюрьме избивался, что и явилось причиной его смерти». Смирнов сообщил, что приговор Николаю Хмаре отменён за отсутствием состава преступления.
Посмертные фотографии Николая Хмары изымались при обысках у верующих. Так, в судебном процессе над благовестником СЦ ЕХБ в Сибири П. Ф. Захаровым эти фотографии фигурировали как важнейшие улики. В результате Захаров был приговорён к 3 годам лагерей строгого режима за «антисоветскую пропаганду».